# Bristol Braemar
Bristol Braemar – brytyjski ciężki samolot bombowy z okresu I wojny światowej.

## Historia
W związku z udanymi atakami bombowymi lotnictwa niemieckiego latem 1917 roku na Londyn, dowództwo lotnictwa brytyjskiego utworzyło specjalną grupę lotniczą, której zadaniem miały być bombardowanie terytorium Niemiec, zarówno na bezpośrednim zapleczu frontu jak również na dalekim zapleczu, w tym także Berlina.
W związku z zapotrzebowaniem tej grupy na samoloty zdolne dolecieć do Berlina, w wytwórni lotniczej Bristol Aeroplane Company konstruktor Frank Barnwell zaprojektował samolot bombowy w układzie trójpłatowca, wyposażony w 4 silniki rzędowe.
Dowództwo lotnictwa zamówiły trzy prototypy tego samolotu, który otrzymał oznaczenie Bristol Braemer. Pierwszy prototyp (oznaczenie fabryczne – Typ 24) był gotowy w sierpniu 1918 roku, a jego oblot odbył się 18 sierpnia 1918 roku. Był on wyposażony w 4 silniki rzędowe Siddeley Puma o mocy 230 KM. Silniki był ustawione po dwa w tandemie, jeden ze śmigłem ciągnący, a drugi pchającym. Drugi prototyp (Typ 25) wyposażony w mocniejsze silnik Liberty L-12 o mocy 400 KM został oblatany 18 lutego 1919 roku. Natomiast trzeci prototyp w związku z zakończeniem I wojny światowej został przebudowany na samolot pasażerski i otrzymał oznaczenie Bristol Pullman, gdyż dowództwo lotnictwa brytyjskiego wycofało się z zamówienia.

## Użycie bojowe samolotu
Samoloty Bristol Braemer były tylko wykonywały lotów próbnych, ostatecznie zakończono je w 1921 roku.

## Opis techniczny
Samolot Bristol Braemer był trójpłatowcem o konstrukcji drewnianej, kryty płótnem. Podwozie klasyczne – stałe. Napęd stanowił 4 silniki rzędowe ustawione w tandemie po dwa i zamontowane na środkowym płacie. W tandemie jeden silnik napędzał śmigło ciągnące, a drugi śmigło pchające.
Samolot wyposażony był w dwa karabiny maszynowe Vickers kal. 7,7 mm obsługiwane przez strzelców pokładowych oraz miał możliwość przenoszenie 680 kg bomb.